# Pays d’en Haut

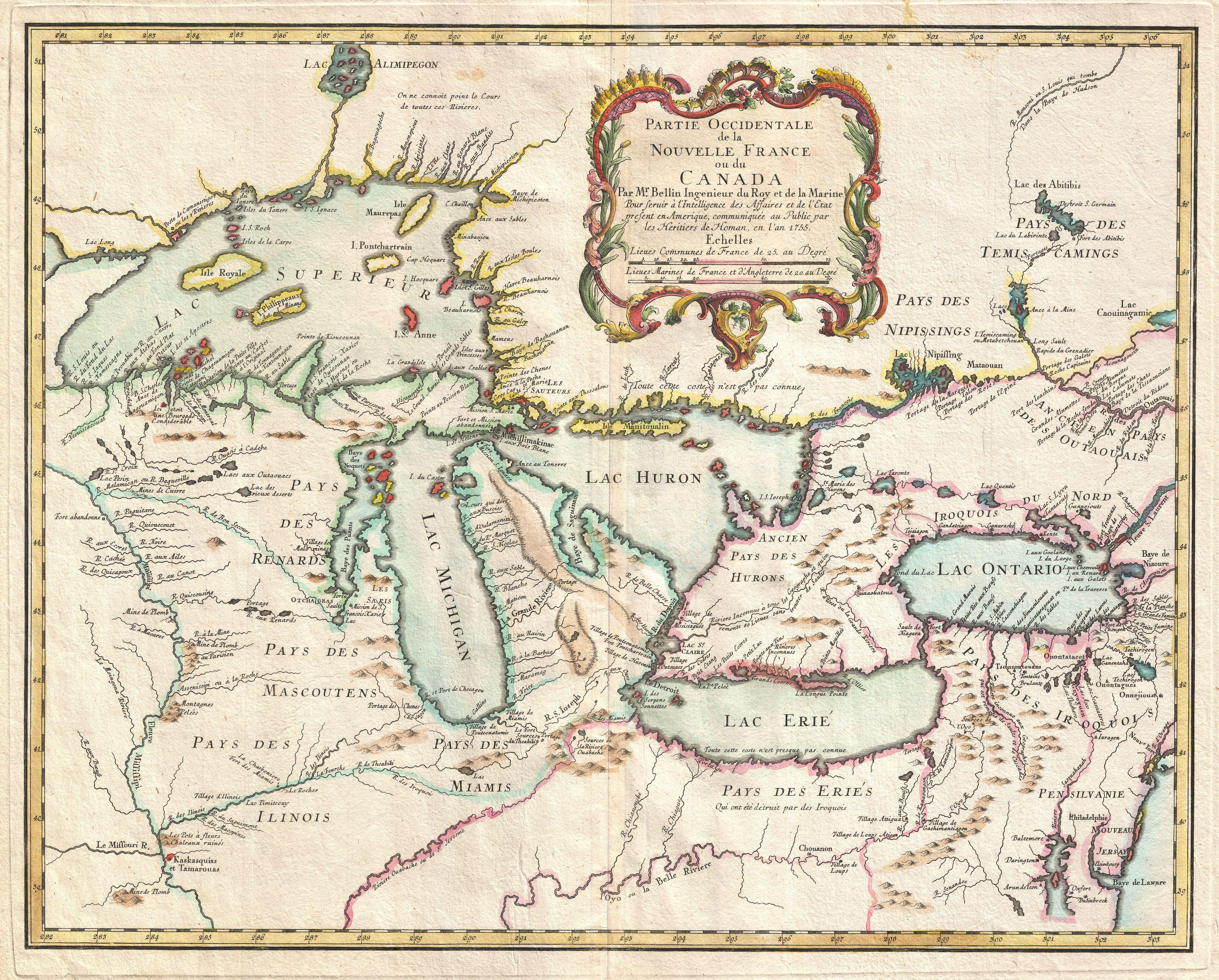
Pays d'en Haut, Bellin um 1755

Als pays d’en haut („Oberland, Land dort oben“; auch als Pluraletantum: les pays d’en haut, „Länder(eien) dort oben“) bezeichneten die Kolonisten Neufrankreichs im 17. und 18. Jahrhundert das Gebiet rund um die Großen Seen, westwärts bis zum Oberlauf des Mississippi.
Das pays d’en haut stellte dabei keine formal definierte Gebietskörperschaft mit klar abgesteckten Grenzen dar, sondern wurde im Gegensatz zum pays d’en bas („Unterland“) definiert, den Gebieten am Sankt-Lorenz-Strom, wo die französische Kolonisation auch mit einer dauerhaften Besiedlung und dem Aufbau politischer Strukturen einherging, während sich die französische Präsenz im dauerhaft ausschließlich von Indianern besiedelten pays d’en haut auf Militär- und Handelsposten sowie vereinzelte Missionen beschränkte. Waren die Siedlungen des pays d’en bas grundherrschaftlich in seigneuries organisiert, so unterstand das pays d’en haut direkt dem Gouverneur von Neufrankreich bis 1760, dem Ende dieser Institution.
Neben dieser strukturellen Definition hatte pays d’en haut aber auch einen geographischen Bezugsrahmen. So wurden die ebenfalls für Neufrankreich reklamierten und ebenso dünn besiedelten, südlich anschließenden Gebiete am Mittellauf des Mississippi (das pays d'Illinois) nicht mehr zum pays d’en haut gezählt.